# Jan Kavan
Jan Kavan (ur. 17 października 1946 w Londynie) – czeski polityk i dyplomata, były minister spraw zagranicznych Czech.
Jest członkiem Czeskiej Partii Socjaldemokratycznej. Od 1998 do 2002 sprawował funkcję ministra spraw zagranicznych Republiki Czeskiej, a od 1999 do 2002 dodatkowo funkcję wicepremiera. W latach 2002–2003 pełnił funkcję przewodniczącego 57. Zgromadzenia Generalnego Organizacji Narodów Zjednoczonych. Jego karierę polityczną w Czechach po powrocie z zagranicy, utrudniły liczne skandale polityczne.
Jest żonaty (1991), ma czwórkę dzieci.